# Angela Maria Pittetti
 (avril 2024).
Angela Maria Pittetti dite Palanca (Palancato près de Boccioleto,Valsesia, 1690 - Turin, 13 avril 1763) est une femme peintre italienne du XVIIIe siècle.

## Biographie
Angela Maria Pittetti a été un peintre essentiellement de scènes de genre et de bambochades (bals, banquets, la cour et des thèmes de chasse) dans la première moitié du Settecento.
Angela Maria Pittetti a été une élève et amie de Pietro Domenico Olivero (à partir de 1711).

## Œuvres
- Festa campestre (« Fête champêtre »), huile sur toile de 72 cm × 132 cm
- Repos dans une auberge après une partie de chasse (1750), huile sur toile de 103 cm × 98 cm,
- Scène de foire avec ruines, huile sur toile de 68 cm × 84 cm,

## Sources
- x